# Bukovlăk, Plevna
Bukovlăk (în bulgară Буковлък) este un sat în comuna Plevna, regiunea Plevna,  Bulgaria. 

## Demografie
Componența etnică a satului Bukovlăk
     Bulgari (40,46%)
     Romi (56,68%)
     Nicio identificare (2,18%)
     Altele (0,66%)
La recensământul din 2011, populația satului Bukovlăk era de 3.620 locuitori. Din punct de vedere etnic, majoritatea locuitorilor (56,68%) erau romi, cu o minoritate de bulgari (40,46%). Pentru 2,18% din locuitori nu este cunoscută apartenența etnică.